# Ballynahinch
Ballynahinch (Baile na hInse en Irlandais) est une ville dans le Connacht dans le comté de Galway.

## Jumelages
- Lamorlaye (France) depuis 1998[1],[2].